# Schlosskirche Mansfeld

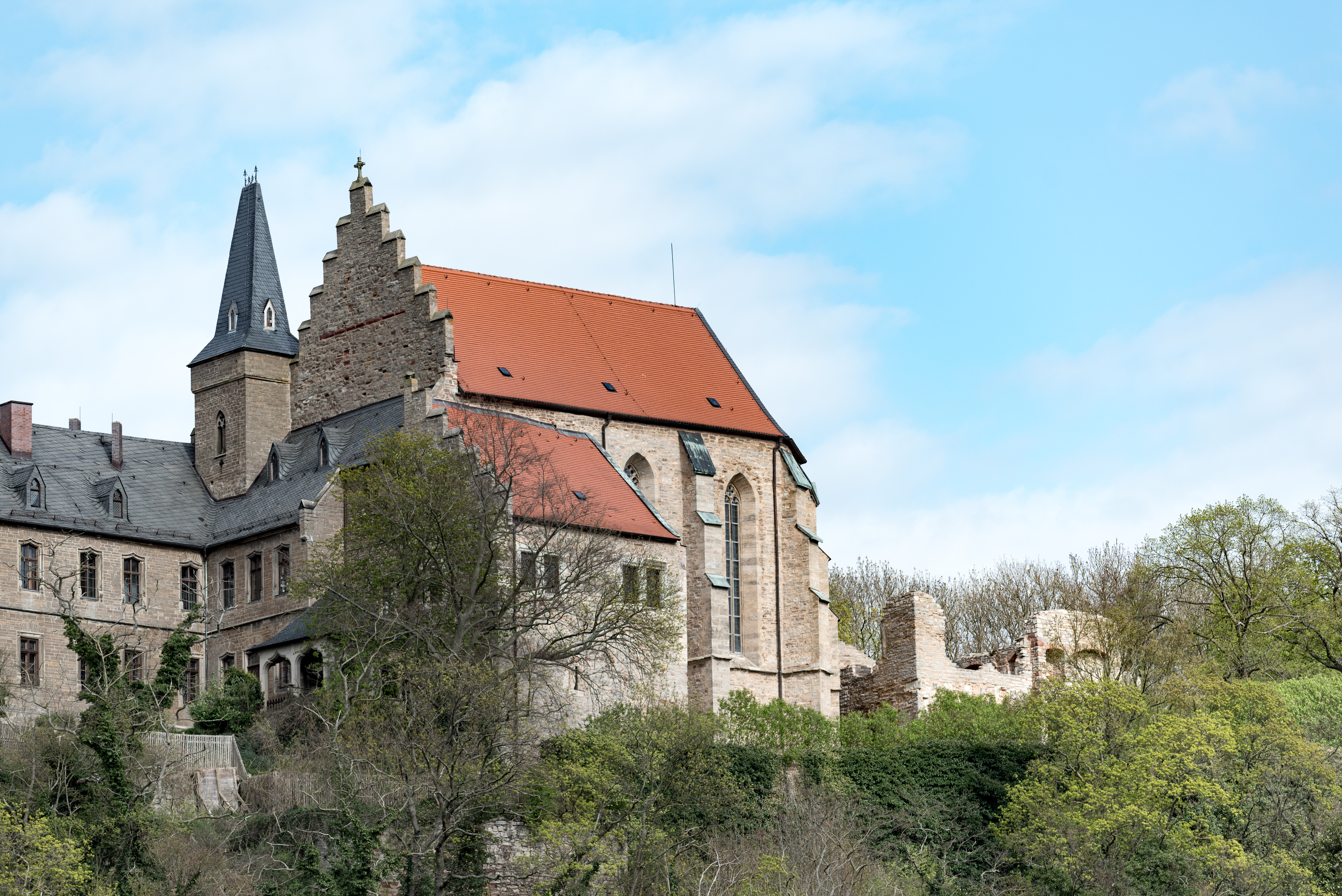
Ansicht des Schlosses mit Schlosskirche

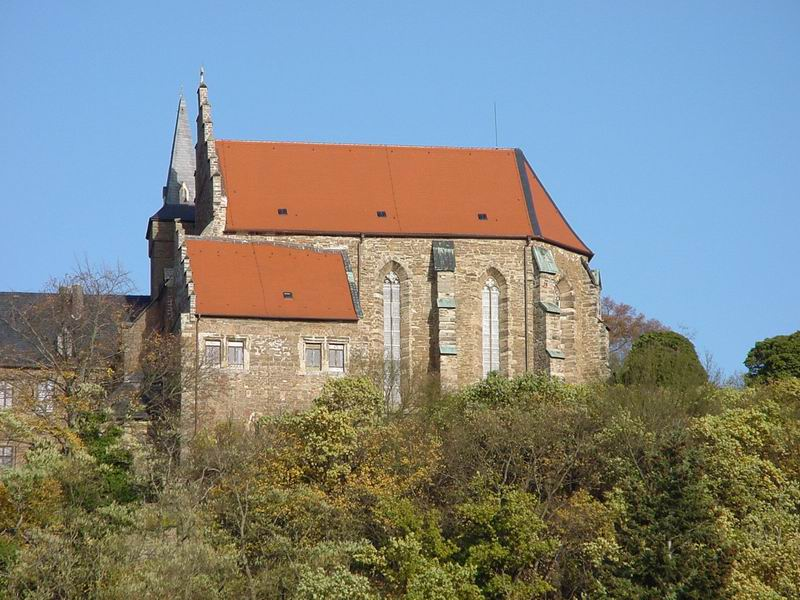
Ansicht von Südwest (Die Kirche ist nach Südost orientiert.)

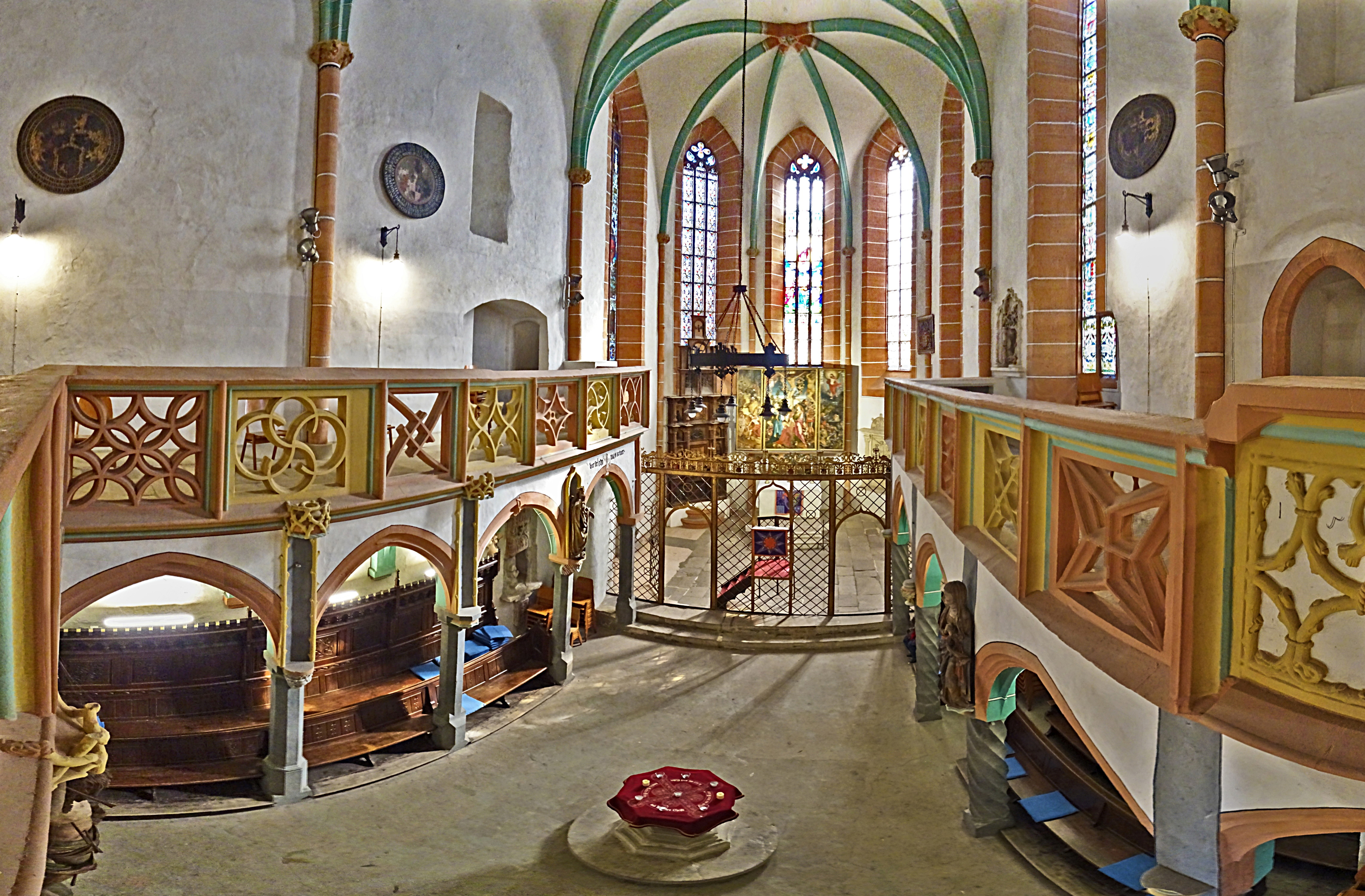
Innenansicht zum Altar

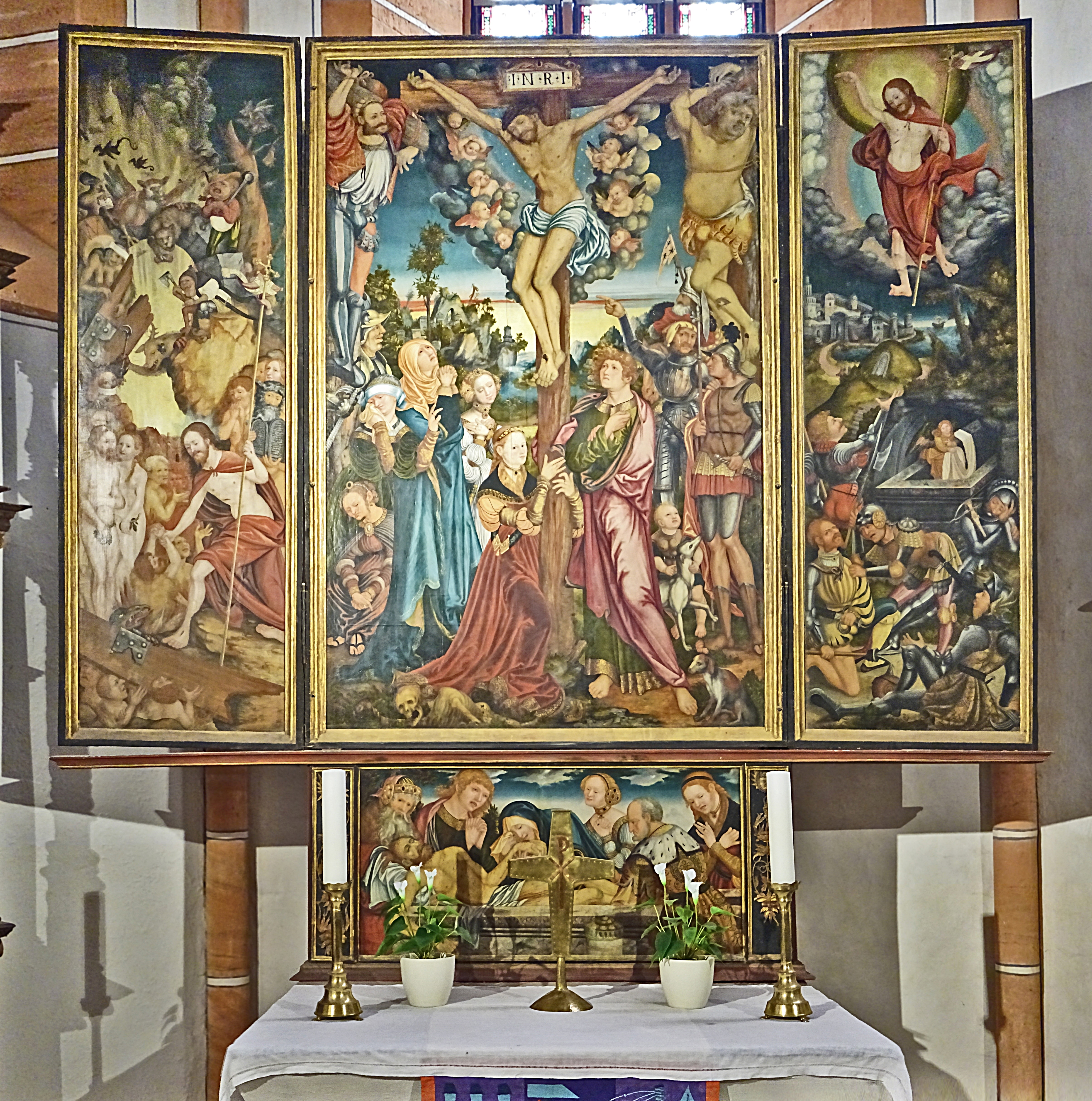
Altar

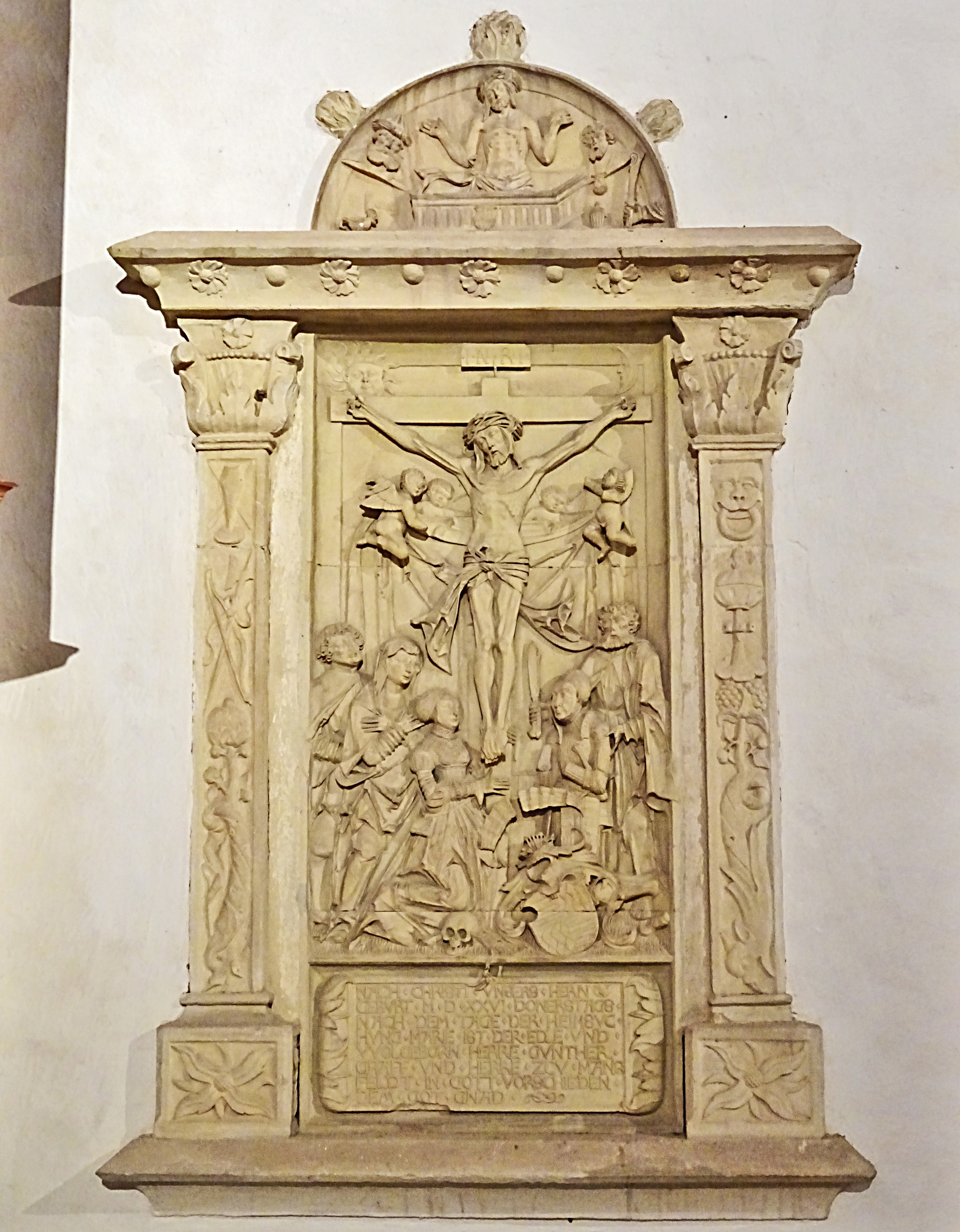
Epitaph Hoyer VI. (Mansfeld)

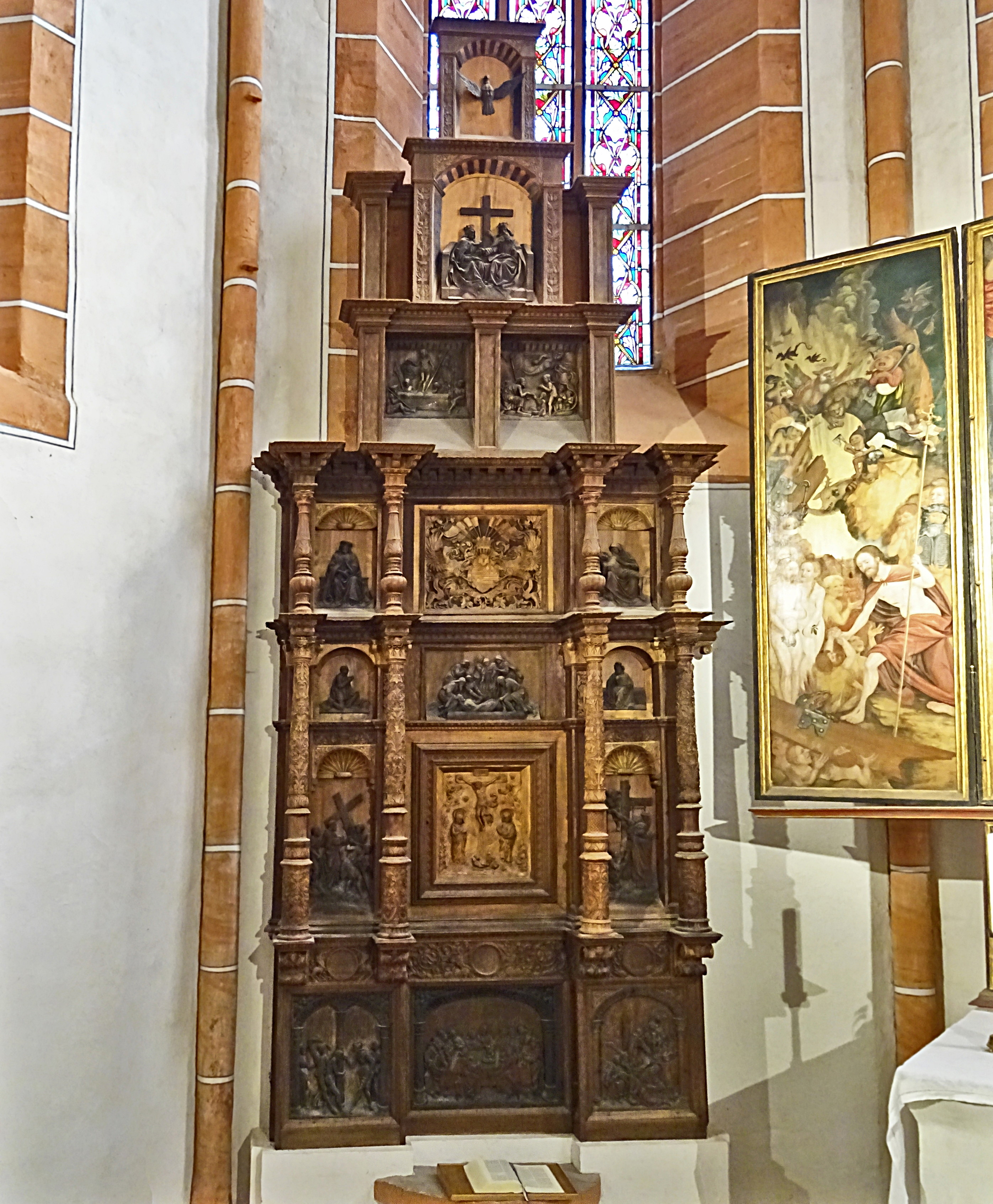
Sakramentshaus im Chor

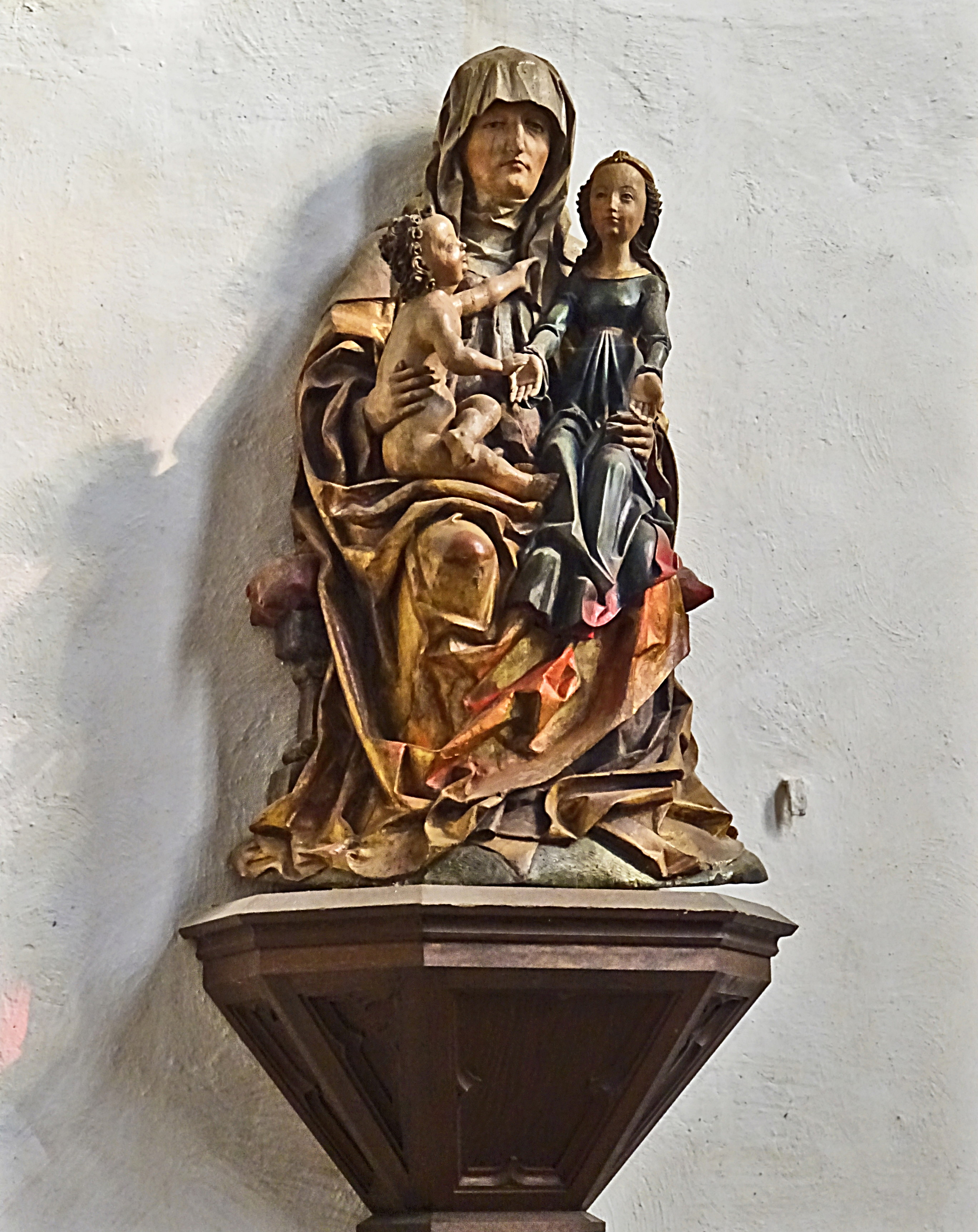
Anna selbdritt

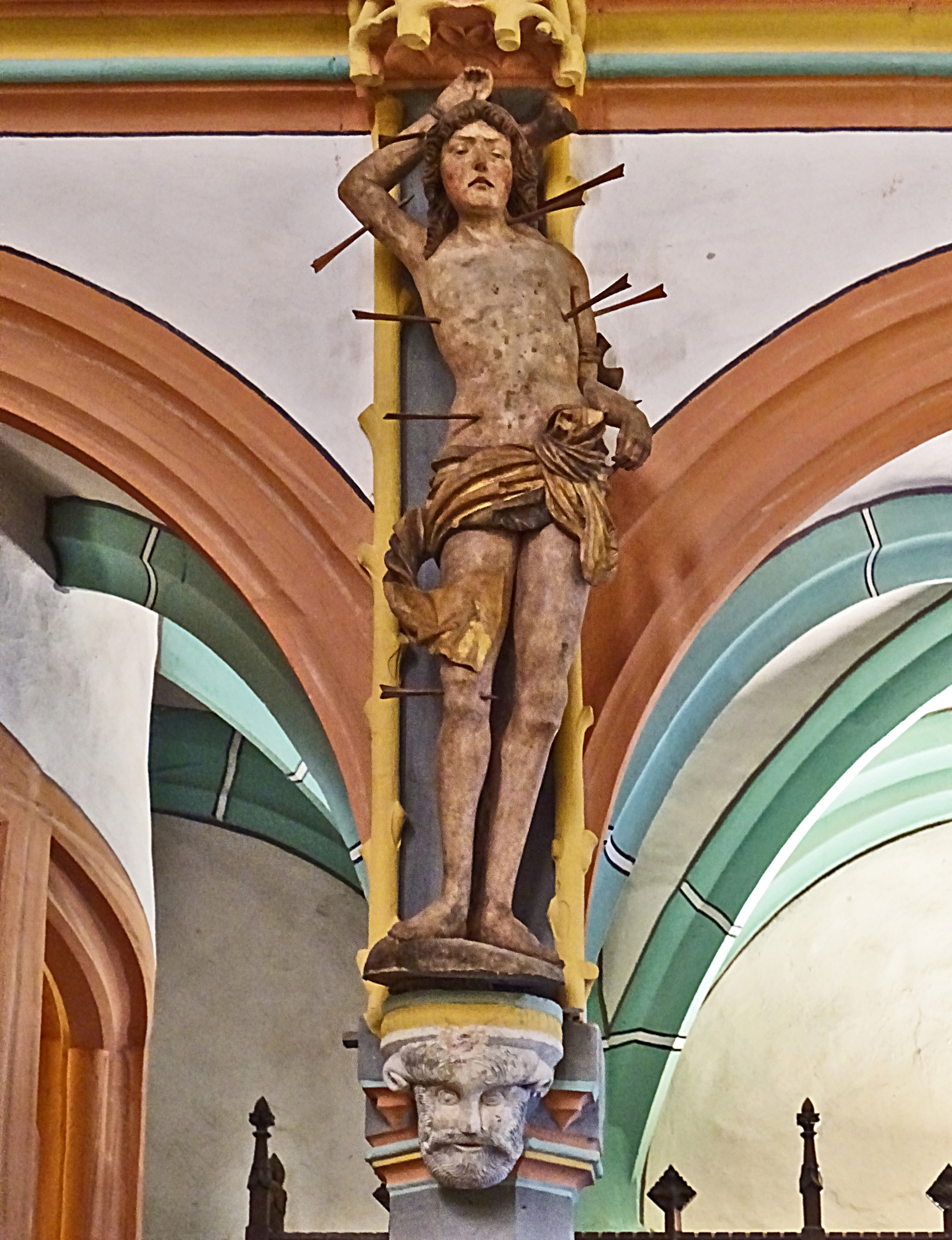
Heiliger Sebastian

Die evangelische Schlosskirche Mansfeld ist eine gotische Saalkirche in Mansfeld im Landkreis Mansfeld-Südharz in Sachsen-Anhalt. Sie wird von der im Schloss untergebrachten Christlichen Jugendbildungs- und Begegnungsstätte Schloss Mansfeld genutzt und gehört zu den wenigen Luther-Stätten, die im Innenraum noch annähernd den Zustand zur Zeit Luthers zeigen, der im Dezember 1545 mit Melanchthon vermutlich im Schloss übernachtete.

## Geschichte und Architektur
Die Schlosskirche Mansfeld gehört zu den ältesten Bauteilen der Schlossanlage und ist nach dem Dehio-Handbuch „einer der beachtlichsten Bauten der Spätgotik in Mitteldeutschland“. Das einschiffige, zweijochige Bauwerk mit Fünfachtelschluss wurde gegen Ende des 15. Jahrhunderts über einer kellerartigen Substruktion mit Tonnengewölbe erbaut und war seit 1478 bis zur Reformation mit einem Kanonikerstift verbunden. Im Jahr 1907 wurde eine Restaurierung durchgeführt, wobei die spätgotische Polychromie durch Eduard Krügermann rekonstruiert wurde; im Jahr 1974 erfolgte eine weitere Restaurierung. 

### Äußeres
Das schlichte Äußere ist durch mehrfach gestufte Strebepfeiler und hohe spitzbogige Maßwerkfenster gekennzeichnet. Zwischen den Strebepfeilern am Chor wurden teilweise Bögen eingespannt, die einen Verbindungsgang von der Empore zum Schloss Mittelort trugen. In einer der Nischen ist ein künstlerisch wertvolles Relief des Heiligen Georgs als Drachentöter aus der Mitte des 17. Jahrhunderts erhalten, das einst zum Portal der sogenannten Lutherschule der Stadt Mansfeld gehörte und 1910 hierher übertragen wurde. Die Nordwestwand war einst von einem dreifach abgestuften Halbrundgiebel der Frührenaissance aus der ersten Hälfte des 16. Jahrhunderts abgeschlossen und wurde in den Jahren 1860–1862 durch einen höheren gotisierenden Treppenturm ersetzt. Zur Talseite hin springt die kreuzgratgewölbte, annähernd quadratische Sakristei vor, die vermutlich ein Rest eines einstigen Wehrturms der mittelalterlichen Burg ist. Ein rechteckiger spätgotischer Treppenturm ist im Winkel zwischen Kirche und Schloss Vorderort eingebaut. Anstelle des ursprünglichen Portals wurde ein gotisierendes Stabwerkportal eingebaut, das von einem Tympanon mit Blendmaßwerk bekrönt ist.

### Inneres
Der hohe Innenraum ist von Kreuzgewölben überspannt, deren gekehlte Rippen über runden Diensten mit gekehlter Basis und stilisierten Blattkapitellen aufsteigen; ähnliches Blattwerk ist an den Gewölbeschlusssteinen zu finden. Um drei Seiten des Schiffes zieht sich eine schmale spätgotische Empore aus Stein mit Resten alter Polychromie, die den Raum bestimmt und ihn als Herrschaftskapelle charakterisiert. Zwischen den Jahren von etwa 1519 und 1521 (nach einer Jahreszahl auf dem Brüstungsfeld der Südwestempore) wurden die Emporen in mehreren Bauabschnitten eingebaut, beginnend im Südwesten, danach im Nordosten, schließlich im Nordwesten. Diese Reihenfolge ist an stilistischen Unterschieden wie  spitzbogige und rundbogige Arkaden, spiralförmig gekehlte und achteckige Säulen, steiferes oder lockeres Maßwerk in den Brüstungsfeldern und von Astwerk gerahmten Figurennischen ablesbar. Die zugehörigen Figuren sind nicht erhalten; die heutigen wurden im Jahr 1907 geschaffen. An der Nordostempore ist der Umriss einer später abgeschlagenen männlichen Figur mit Inschrift zu erkennen, die vermutlich den Erbauer der Emporen Thomas Kelner darstellt. Die Emporen werden über eine breite Wendeltreppe an der Nordostempore sowie früher durch zwei Zugänge von den Schlössern Vorderort und Mittelort auf die Südwest- und die Nordostempore erschlossen. Zwischen Schiff und Chor ist ein prachtvolles lettnerartiges Gitter aus Schmiedeeisen aus der Zeit um 1520 mit seitlichen Durchgängen und einer Bekrönung aus der Frührenaissance mit Kerzenhaltern, Rankenwerk wappenhaltenden Engel und Tiergrotesken aufgestellt; in der Mitte ist die in der Rückseite als Gitterkorb ausgebildete Kanzel angeordnet. Sechs neugotische Glasmalereien aus den Jahren 1883–1908 sind erhalten.

## Ausstattung

### Altäre
Die reiche Ausstattung im Stil der Spätgotik und der Frührenaissance stammt hauptsächlich aus den ersten Jahrzehnten des 16. Jahrhunderts. Hauptstück der Ausstattung ist ein großer Flügelaltar mit „sehr qualitätvoller, eigentümlich stilisierter“ Malerei aus dem Umkreis von Lucas Cranach dem Älteren, vermutlich von Hans Döring aus der Zeit um 1518/1520, der in den Jahren 1952–1955 und 1963 restauriert wurde. Auf der Mitteltafel ist die Kreuzigung Christi dargestellt, auf den Flügeln Christus in der Vorhölle und seine Auferstehung, in der Predella die Beweinung Christi und auf den Außenseiten der Flügel die Verkündigung an Maria.

### Taufstein und Sakramentsbehältnisse
Im Schiff steht ein achteckiger, kelchförmiger Taufstein mit der Jahreszahl 1522 auf einer kreisförmigen Stufe, der am Becken mit spätgotischem Blendmaßwerk verziert ist. Ein überlebensgroßer Christus aus der Zeit um 1520 wurde 1907 restauriert und an die Nordwand versetzt. Er befand sich ursprünglich am Chorgitter und wird als „vorzügliches Werk der naturalistisch-expressiven Spätgotik“ gewürdigt.
Weiter sind mehrere Schnitzfiguren unbekannter Herkunft aus der Zeit um 1520 zu erwähnen. Dazu zählen eine Maria auf der Mondsichel, eine Schmerzensmutter und ein heiliger Sebastian an den Emporen sowie ein Christophorus und eine Anna Selbdritt, welche 1907 dort aufgestellt wurden.
Eine gotische Sakramentsnische von 1438 an der Nordostseite des Schiffes ist von verschiedenartigen, nicht zusammengehörigen, teils stark verwitterten Reliefs eingefasst. Eine weitere „vorzüglich gestaltete“ Sakramentsnische von 1519 zeigt eine dreipassförmige Rahmung und ist mit spätgotisch-naturalistischem Astwerk und Balustern der Frührenaissance sowie Darstellungen von Phönix, Pelikan und Löwen als Symbolen für Tod und Auferstehung Christi versehen, weiterhin mit dem Wappen Graf Hoyer VI. von Mansfeld-Vorderort, gerahmt von dem Goldenen Vlies und einem Schriftband.
Im Chor befindet sich ein hohes hölzernes Sakramentshaus, das nach einer Stiftung von Graf Hoyer VI. im Jahr 1537 vermutlich von einem süddeutschen Meister geschaffen wurde. Die Säulen wurden 1966 konserviert. Das Werk ist mehrgeschossig architektonisch aufgebaut und mit Relieffeldern und fein geschnitzter Ornamentik versehen. vor allem an den freiplastischen Säulen. Allerdings ist von den ursprünglichen Reliefs nur wenig erhalten, da die meisten nach dem Jahr 1893 ergänzt wurden.
Das neugotische Gestühl unter den Emporen wurde gegen Ende des 19. Jahrhunderts vom Mansfelder Tischler Albert Schalk geschaffen.

### Grabmale und Epitaphien
Das Epitaph des Grafen Günther IV. von Mansfeld-Hinterort († 1526) wurde in voll entwickelten Frührenaissanceformen gestaltet. Dieses Epitaph ist eines der frühesten Beispiele dieses Stils in Mitteldeutschland und wird Hans Schlegel zugeschrieben. Es zeigt in der Mitte ein Relief des Gekreuzigten mit drei Heiligen sowie dem Verstorbenen und seiner Frau, welches Beziehungen zu dem Meister Hans Backoffen und seiner Werkstatt erkennen lässt. Im halbrunden Aufsatz ist ein Relief mit einem Relief des Schmerzensmanns zu sehen, auf dem vorgesetzten Rahmen Ornamente und Grotesken der Renaissance.
Die Grabplatte des Grafen Albrecht IV. von Mansfeld-Hinterort († 1560) befand sich ursprünglich in der Mansfelder Stadtkirche und wurde 1907 restauriert. Sie zeigt den Verstorbenen mit Rüstung in Hochrelief, mit den Wappen Mansfeld, Honstein, Altenburg und Beichlingen in den Ecken. Einige runde Totenschilde der Grafen Johann Georg († 1647) und Hoyer Christoph († 1653) sind weiter zu erwähnen. Eine „qualitätvolle“, nachträglich hierher versetzte Ofenplatte aus Gusseisen zeigt die Geschichte vom reichen Mann und armen Lazarus mit der Jahreszahl 1557, stammt aus Hessen und steht in Beziehung zu Philipp Soldan.